# Khoui
Pour les articles homonymes, voir Khoui (homonymie).
Khoui (ou Choui) est un roi de la VIIIe dynastie.

## Attestation
Il n’aurait régné qu’en Moyenne-Égypte. On lui attribue un tombeau monumental (« mastaba M », 146 × 136 m), qui a été interprété comme une pyramide aux angles arrondis ou encore comme un mastaba, à Dara dans le treizième nome de Haute-Égypte. Cependant, du tombeau lui-même, rien n'a été découvert qui pourrait identifier qu'il lui ait vraiment appartenu. Cependant, un cartouche avec le nom de Khoui a été trouvé en 1911 dans l'un des tombeaux voisins. 

## Datation et interprétation
La datation du « mastaba M » a posé quelques problèmes, allant de la VIe dynastie à la Première Période intermédiaire. En effet, autour de la tombe s'est développé un cimetière constituée de nombreuses tombes en fours typiques de ces périodes (les premières tombes de ce type étant datées du règne de Pépi II). Cependant, la VIe dynastie est exclue car, d'une part, la découverte dans la dallage de la chambre funéraire d'éléments récupérés dans les tombes voisines datables de cette dynastie permet de dater le monument d'une période ultérieure, et d'autre part, les douzième et quatorzième nomes sont semble-t-il restés fidèles au roi jusqu'à la fin de cette dynastie, rendant peu probable l'émergence d'un pouvoir puissant à Dara. 
Si les rois de la VIIIe dynastie semblent incontestablement moins puissants que leurs prédécesseurs de la VIe dynastie, les quelques découvertes attestant leur existence semblent montrer qu'ils devaient régner sur un territoire unifié, et ce, jusqu'à la fin de la dynastie (voir par exemple les décrets de Coptos). Ainsi, il est possible que ce soit à la chute de la dynastie qu'un personnage de Dara se soit senti assez puissant pour se proclamer roi. Le constructeur de la tombe, d'inspiration incontestablement royale, serait donc l'un des premiers potentats locaux s'étant arrogés le pouvoir avant l'émergence des royaumes héracléopolitain IXe(/Xe dynastie) et thébain (XIe dynastie), faisant de lui l'un des premiers rois de la Première Période intermédiaire stricto sensu.